# Annickia lebrunii
Annickia lebrunii là loài thực vật có hoa thuộc họ Na. Loài này được (Robyns & Ghesq.) Setten & Maas mô tả khoa học đầu tiên năm 1990.